# The Candlemaker (animație)

Producătorul de lumânări și fiul său

The Candlemaker este un film scurt de animație englez din 1957 despre un producător de lumânări și fiul său. Acțiunea are loc în Ajunul Crăciunului: tatăl îi dă fiului sarcina să facă lumânări pentru o biserică.  Filmul este regizat și produs de John Halas și Joy Batchelor. Filmul a fost distribuit de Cathedral Films.